# Svobodni (Abinsk)
Svobodni (del ruso: Свободный) es un jútor del raión de Abinsk del krai de Krasnodar en el sur de Rusia. Está situado en la orilla izquierda del río Kubán, 34 km al nordeste de Abinsk y 50 km al noroeste de Krasnodar, la capital del krai. Tenía 377 habitantes en 2010
Pertenece al municipio Olginskoye.